# Noria de los Pilares
Noria de los Pilares är en ort i Mexiko.   Den ligger i kommunen Poanas och delstaten Durango, i den centrala delen av landet, 700 km nordväst om huvudstaden Mexico City. Noria de los Pilares ligger 1 884 meter över havet och antalet invånare är 336.
Terrängen runt Noria de los Pilares är lite kuperad. Runt Noria de los Pilares är det ganska glesbefolkat, med 24 invånare per kvadratkilometer. Närmaste större samhälle är Vicente Guerrero, 18,7 km söder om Noria de los Pilares. Trakten runt Noria de los Pilares består i huvudsak av gräsmarker.